# NGC 3188A
NGC 3188A је спирална галаксија у сазвежђу Велики медвед која се налази на NGC листи објеката дубоког неба.
Деклинација објекта је + 57° 25' 7" а ректасцензија 10h 19m 38,2s. Привидна величина (магнитуда) објекта NGC 3188 износи 16,6 а фотографска магнитуда 17,5. NGC 3188A је још познат и под ознакама MCG 10-15-64, MK 30, KUG 1016+576A, PGC 30179.